# Consthum
Consthum (Luxemburgs: Konstem, Duits: Consthum) is een plaats in de Luxemburgse gemeente Parc Hosingen.
Tot 2012 was het tevens de naam van een gemeente.

## Ontwikkeling van het inwoneraantal (van de voormalige gemeente Consthum)
| Jaar                              | 2001 | 2002 | 2003 | 2004 | 2005 |
| --------------------------------- | ---- | ---- | ---- | ---- | ---- |
| Inwoneraantal                     | 328  | 336  | 361  | 369  | 405  |
| Opmerking: tellingen op 1 januari |      |      |      |      |      |